# Деревянко, Моисей Исаакович
Моисей Исаакович Деревянко (1850 — ?) — крестьянин из кантонистов, депутат Государственной думы II созыва от Харьковской губернии

## Биография

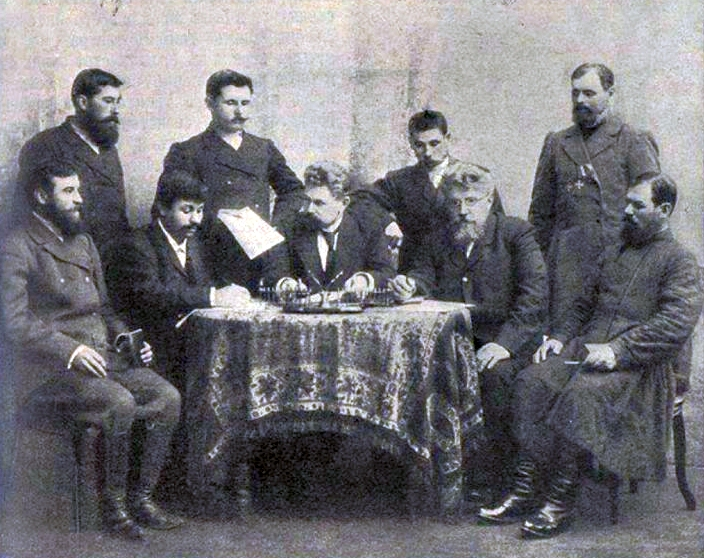
Члены Государственной Думы II созыва от Харкьковской губернии. Сидят: А.С. Лопатин, П.М. Рыбальченко, Н.Н. Познанский, М.К. Попов, Т.Н. Яровой; стоят: И.П. Литвинов, Ф.К. Васютин, И.С. Пелипенко, М.И. Деревянко

Из  крестьян-кантонистов слободы Курачевка Старобельского уезда Харьковской губернии. Отставной фейерверкер. Участник русско-турецкой войны. Занимался хлебопашеством, имея 5 десятин пахотной земли. Во время выборов в Думу оставался внепартийным.
7 февраля 1907 года избран в Государственную думу II созыва от общего состава выборщиков Харьковского губернского избирательного собрания. Вошёл в состав Трудовой группы и фракции Крестьянского союза.
Дальнейшая судьба и дата смерти неизвестны.

## Награды
Георгиевские кресты 3-й и 4-й степеней.

### Архивы
- Российский государственный исторический архив. Фонд 1278. Опись 1 (2-й созыв). Дело 125; Дело 541. Лист 18.